# Homel'
Homel' (in bielorusso Гомель?) o Gomel' (in russo Гомель?) è la seconda città (515 325 ab. al 2013) più popolosa della Bielorussia, capoluogo dell'omonima voblasc'.

## Geografia fisica
Homel' è situata nella parte sudorientale del paese, a circa 300 km a sud-est dalla capitale Minsk, lungo la sponda destra del fiume Sož. Dista una cinquantina di km sia dalla frontiera con la Russia sia da quella ucraina.

### Clima
| Homel' (1991-2020) Fonte:   | Mesi         | Mesi         | Mesi         | Mesi         | Mesi        | Mesi        | Mesi        | Mesi        | Mesi        | Mesi         | Mesi         | Mesi         | Stagioni | Stagioni | Stagioni | Stagioni | Anno  |
| Homel' (1991-2020) Fonte:   | Gen          | Feb          | Mar          | Apr          | Mag         | Giu         | Lug         | Ago         | Set         | Ott          | Nov          | Dic          | Inv      | Pri      | Est      | Aut      | Anno  |
| --------------------------- | ------------ | ------------ | ------------ | ------------ | ----------- | ----------- | ----------- | ----------- | ----------- | ------------ | ------------ | ------------ | -------- | -------- | -------- | -------- | ----- |
| T. max. media (°C)          | −1,8         | −0,5         | 5,3          | 14,1         | 20,5        | 23,9        | 25,9        | 25,1        | 19,0        | 11,5         | 4,0          | −0,5         | −0,9     | 13,3     | 25,0     | 11,5     | 12,2  |
| T. media (°C)               | −4,2         | −3,5         | 1,3          | 9,0          | 15,0        | 18,6        | 20,4        | 19,3        | 13,7        | 7,4          | 1,6          | −2,7         | −3,5     | 8,4      | 19,4     | 7,6      | 8,0   |
| T. min. media (°C)          | −6,5         | −6,2         | −2,2         | 4,3          | 9,8         | 13,5        | 15,4        | 14,2        | 9,2         | 4,0          | −0,4         | −4,8         | −5,8     | 4,0      | 14,4     | 4,3      | 4,2   |
| T. max. assoluta (°C)       | 9,6 (2007)   | 15,8 (1990)  | 21,5 (2014)  | 29,3 (2012)  | 32,5 (2007) | 36,2 (2021) | 37,9 (1936) | 38,9 (2010) | 34,9 (2015) | 27,5 (1999)  | 18,0 (2010)  | 11,6 (2008)  | 15,8     | 32,5     | 38,9     | 34,9     | 38,9  |
| T. min. assoluta (°C)       | −35,0 (1970) | −35,1 (1970) | −33,7 (1964) | −13,6 (1952) | −2,5 (1974) | −0,2 (1982) | 6,0 (1978)  | 1,2 (1984)  | −3,2 (1986) | −12,0 (1940) | −21,7 (1999) | −30,8 (1997) | −35,1    | −33,7    | −0,2     | −21,7    | −35,1 |
| Nuvolosità (okta al giorno) | 7,7          | 7,3          | 6,5          | 6,2          | 5,7         | 6,0         | 5,7         | 5,4         | 6,1         | 6,4          | 7,9          | 8,1          | 7,7      | 6,1      | 5,7      | 6,8      | 6,6   |
| Precipitazioni (mm)         | 36           | 35           | 36           | 35           | 64          | 73          | 100         | 56          | 52          | 58           | 45           | 42           | 113      | 135      | 229      | 155      | 632   |
| Giorni di pioggia           | 8            | 7            | 10           | 13           | 14          | 16          | 14          | 12          | 14          | 14           | 13           | 9            | 24       | 37       | 42       | 41       | 144   |
| Nevicate (cm)               | 8            | 9            | 6            | 0            | 0           | 0           | 0           | 0           | 0           | 0            | 2            | 5            | 22       | 6        | 0        | 2        | 30    |
| Giorni di neve              | 18           | 17           | 10           | 2            | 0,1         | 0,0         | 0,0         | 0,0         | 0,03        | 2,0          | 10,0         | 10,0         | 45,0     | 12,1     | 0,0      | 12,0     | 69,1  |
| Giorni di nebbia            | 5            | 4            | 4            | 2            | 1           | 1           | 1           | 2           | 4           | 6            | 6            | 6            | 15       | 7        | 4        | 16       | 42    |
| Umidità relativa media (%)  | 86           | 83           | 77           | 66           | 64          | 69          | 70          | 71          | 77          | 81           | 87           | 88           | 85,7     | 69       | 70       | 81,7     | 76,6  |
| Vento (direzione-m/s)       | S 2,9        | S 2,8        | S 2,7        | E 2,6        | E 2,4       | NW 2,3      | NW 2,1      | NW 2,0      | S 2,2       | S 2,4        | S 2,7        | S 2,8        | 2,8      | 2,6      | 2,1      | 2,4      | 2,5   |

## Storia
La prima menzione di Homel' nelle cronache storiche risale al XII secolo e la data comunemente accettata è il 1142. Homel' entrò a far parte dell'Impero russo nel 1772, a seguito della prima spartizione della Polonia. Nel 1854 Homel' si fuse con la vicina città di Bielica, situata sulla sponda opposta del fiume, che da quel momento costituisce uno dei quattro quartieri della città. Nel 1903 la locale comunità ebraica, grazie a dei gruppi di autodifesa, riuscì a respingere un pogrom.
A seguito della Rivoluzione d'ottobre Gomel fu occupata dapprima dai bolscevichi e, dal 1º marzo 1918, dalle truppe tedesche. Nello stesso mese la città fu affidata all'amministrazione del neonato stato ucraino e, successivamente, da quella della Repubblica Popolare Ucraina. Il 14 febbraio 1919 fu conquistata definitivamente dall'Armata Rossa e inclusa nel territorio della Repubblica Socialista Federativa Sovietica Russa. Fu assegnata alla Repubblica Socialista Sovietica Bielorussa nel 1926.
Durante la seconda guerra mondiale fu occupata dalle truppe naziste il 21 agosto 1941, nel corso dell'operazione Barbarossa.
Nel XIX secolo la comunità israelitica costituiva oltre il 50% dell'intera popolazione cittadina, mentre alla vigilia del conflitto Homel' ospitava circa 50.000 ebrei (circa un terzo della popolazione). Alcuni ebrei riuscirono a fuggire nei primi mesi della guerra, ma quelli che rimasero vennero rinchiusi nei ghetti e poi uccisi nei campi di sterminio nazisti. Il rabbino Avraham Elyashiv guidava la comunità ebraica di Gomel prima dell'Olocausto, nella città che allora contava ben 24 sinagoghe. Duramente colpita dagli eventi bellici, Homel' fu liberata dall'Armata Rossa il 26 novembre 1943.
Gomel fu una delle città più colpite dalla nube radioattiva sprigionatasi su tutta l'Europa a seguito del disastro di Černobyl' del 1986: molti bambini colpiti dalle radiazioni furono accolti da famiglie italiane per un programma di risanamento fisico. A tutt'oggi tra i bielorussi nati tra gli anni settanta e ottanta, il 50% conosce la lingua italiana.

## Economia

### Turismo
La città non è meta turistica d'eccellenza, come tutta la Bielorussia, ciononostante possiede alcune attrattive, esse si trovano principalmente nel parco presso il fiume Sož e comprendono il Palazzo Paskevič, la bellissima cappella, il Giardino d'Inverno e altri palazzi secondari. Inoltre, si organizzano regolarmente nel periodo estivo brevi crociere turistiche sul fiume Sož. Come è usuale in Bielorussia, la città è ricca di spazi verdi e parchi.

## Infrastrutture e trasporti

### Strade
Homel' è situata all'intersezione tra la strada M5 per Minsk, la strada M10, che unisce la frontiera russa con Kobryn, e la strada M8, che congiunge il nord-est della Bielorussia con il confine ucraino.

### Ferrovie
Homel' è il principale snodo ferroviario del sud-est della Bielorussia. Dalla stazione cittadina partono le linee per Minsk, per Brėst e per la città ucraina di Černihiv.

## Amministrazione

### Gemellaggi
- Černihiv
- Aberdeen
- České Budějovice
- Clermont-Ferrand
- Liepāja
- Greater Sudbury

## Sport
Il più importante club calcistico cittadino è il FC Gomel, che milita nella massima divisione bielorussa.